# Équipe des Fidji féminine de basket-ball
Maillots
L'équipe des Fidji de basket-ball féminin est l'équipe nationale qui représente les Fidji dans les compétitions internationales de basket-ball féminin. 
Les Fidji ne se sont jamais qualifiées pour un tournoi olympique ou pour un Championnat du monde.
Les Fidjiennes sont troisièmes du Championnat d'Océanie 2007.